# Wilhelm Bähr
Wilhelm Bähr (* 19. Mai 1863 in Rohrbach (Büdingen); † 4. Oktober 1938 in Gießen) war ein hessischer Politiker (Antisemiten, HBB) und ehemaliger Abgeordneter der 2. Kammer der Landstände des Großherzogtums Hessen.

## Leben und Wirken
Wilhelm Bähr war der Sohn des isenburgischen Pächters Johannes Bähr und dessen Frau Elisa Margaretha geborene Immel. Wilhelm Bähr, der evangelischen Glaubens war, heiratete am 19. Februar 1889 Philippine geborene Heyn. Er arbeitete als Gutspächter auf dem Herrnhaag, später in Rohrbach.
Von 1894 bis 1918 war er als Abgeordneter der Antisemiten bzw. des Hessischen Bauernbundes Mitglied der 2. Kammer der Landstände. Er wurde für die 29. und 30. Wahlperiode im Wahlbezirk Oberhessen 5/Gießen-Land und danach im Wahlbezirk Oberhessen 13/Büdingen gewählt.